# Guy Marchand (ecologista)
Guy Marchand (3 de marzo de 1919 - 12 de junio de 1993) fue un ingeniero y diputado  ecologista francés que se hizo mundialista en el año 1943, después de haber pasado un tiempo por las cárceles de la Gestapo y hacer una insólita estancia en Alemania.
Abandonó definitivamente su carrera para dedicarse a estudiar los problemas de la paz y la justicia. Dio la vuelta al mundo antes de conocer a Garry Davis el 16 de septiembre de 1948, de quien fue secretario durante un tiempo. En 1949 creó junto a Renée Cosson, con quién se casó en 1952, la Agencia Mundialista de Información y Prensa. Guy y Renée Marchand fueron cofundadores del Congreso de los Pueblos y responsables del Registro de Ciudadanos del Mundo. Ambos fueron significados activistas del mundialismo durante toda su vida.
La proeza de Guy Marchand, en marzo de 1949, al batir el récord mundial de duración en vuelo en parapente con un tiempo de 40h51mn, fue una oportunidad que aprovechó para hablar de los Ciudadanos del Mundo (Citoyens du Monde) y de mundialismo por todo el mundo. Sus conferencias en Alemania obligaron a los tres Grandes a liberar la aviación de su país.
Guy Marchand, junto al Abbé Pierre –de quien fue compañero de ruta–, estuvo los días 21, 22 y 23 de febrero de 1979 en Salamanca (Aula Miguel de Unamuno de la Universidad), en el Ateneo  de Madrid y en Barcelona (Aula Magna de la Universidad Central), para hablar de los objectivos de los ciudadanos del mundo: dar solución a problemas de alcance mundial para los cuales no existen leyes internacionales (el desarme, la contaminación, el hambre). Estas  conferencias ocuparon un lugar importante entre diversos medios de comunicación (El Adelanto, Ya, Arriba, El Periódico, Avui, Diario de Barcelona, etc.).
Sobre mundialismo Guy Marchand escribió algunos libros: Un ou zéro, que es un resumen de las tesis mundialistas y se editó también en inglés, japonés, alemán, árabe, ruso, español y esperanto, La lettre mondialiste, L'épopée Garry Davis y Les Girondins, editados en francés. Sobre economía, pero desde una vertiente humanista, Guy Marchand es autor del libro Compétitivité, mère du chômage.